# Математичар
Математичар је особа чија је главна област рада математика.

## Математика
Математика (грчки: μαθηματική што значи учење) је формална и егзактна наука која је настала изучавањем фигура и рачунањем с бројевима. Под математиком се у ширем смислу подразумева да је она наука о количини (аритметика), структури (алгебра), простору (геометрија) и промени (анализа).
На српском језику се математика изучава, нпр. на Математичком факултету Универзитета у Београду и Математичкој гимназији.

## Историја
Један од најранијих познатих математичара био је Талес из Милета (око 624–546. п. н. е.); он се сматра првим правим математичаром и првом познатом особом којој је приписано математичко откриће. Он је заслужан за прву употребу дедуктивног расуђивања примењеног на геометрију, тако што је извео четири последице Талесове теореме.
Баудајана (око 900. године п. н. е.) је најранији познати математичар из Индије и вероватно први математичар на свету. Он је први израчунао вредност Pi. Питагорина теорема се данас налази већ у Баудајановим сутрама мада је написана годинама пре Питагориног доба.
Број познатих математичара је порастао када је Питагора са Самоса (око 582–507. п. н. е.) основао Питагорејску школу, чија је доктрина била да математика влада универзумом и чији је мото био „Све је број“. Питагорејци су сковали термин „математика” и са њима почиње проучавање математике ради ње саме.
Прва жена математичар забележена у историји била је Хипатија Александријска (350-415. године). Она је наследила свог оца на месту библиотекара у Великој библиотеци и написала многа дела из примењене математике. Због политичког спора, хришћанска заједница у Александрији ју је казнила претпостављајући да је умешана, тако што су је састругали њену кожу шкољкама (неки кажу да је кориштен цреп).
Наука и математика у исламском свету током средњег века следиле су различите моделе и начине финансирања који су варирали првенствено на бази научника. Обимно покровитељство и снажна интелектуална политика коју су спроводили специфични владари су омогућили развој научног знања у многим областима. Финансирање превода научних текстова на друге језике је трајало све време владавине појединих халифа, и показало се да су поједини научници постали стручњаци за дела која су преводили и заузврат добијали даљу подршку за наставак развоја одређених наука. Како су ове науке добиле ширу пажњу елите, више научника је било позвано и финансирано да проучавају одређене науке. Пример преводиоца и математичара који је имао користи од ове врсте подршке био је Мухамед ел Хорезми. Значајна карактеристика многих научника који су радили под муслиманском влашћу у средњем веку је да су често били полимати. Примери укључују рад на оптици, математици и астрономији Ибн Хeјсамa.
Ренесанса је Европи донела све већи нагласак на математици и науци. Током овог периода транзиције од углавном феудалне и црквене културе ка претежно секуларној, многи значајни математичари су имали друга занимања: Лука Пачоли (оснивач рачуноводства); Николо Фонтана Тартаља (познати инжењер и књиговођа); Ђироламо Кардано (најранији оснивач вероватноће и биномске експанзије); Роберт Рекорд (лекар) и Франсоа Вијет (адвокат).
Како је време пролазило, многи математичари су гравитирали универзитетима. Нагласак на слободном мишљењу и експериментисању почео је на најстаријим британским универзитетима почевши од седамнаестог века у Оксфорду са научницима Робертом Хуком и Робертом Бојлом, и на Кембриџу где је Исак Њутн био Лукасијански професор математике и физике. Прелазећи у 19. век, циљ универзитета широм Европе еволуирао је од подучавања „регургитације знања“ до „подстицања продуктивног размишљања“. Године 1810. Хумболт је убедио пруског краља да изгради универзитет у Берлину. на основу либералних идеја Фридриха Шлајермахера; циљ је био да се демонстрира процес откривања знања и да се ученици науче да „у свим својим размишљањима воде рачуна о фундаменталним законима науке“. Тако су семинари и лабораторије почели да се развијају.
Британски универзитети овог периода усвојили су неке приступе познате италијанским и немачким универзитетима, али пошто су већ уживали суштинске слободе и аутономију, промене су тамо почеле са добом просветитељства, истим утицајима који су инспирисали Хумболта. Универзитети у Оксфорду и Кембриџу су нагласили важност истраживања, вероватно аутентичније имплементирајући Хумболтову идеју о универзитету него чак и немачки универзитети, који су били подложни државним властима. Све у свему, наука (укључујући математику) постала је фокус универзитета у 19. и 20. веку. Студенти су могли да спроводе истраживања на семинарима или лабораторијама и почели да израђују докторске тезе са више научног садржаја. Према Хумболту, мисија Берлинског универзитета је била да се бави научним сазнањима. Немачки универзитетски систем је подстицао професионална, бирократски регулисана научна истраживања која се обављају у добро опремљеним лабораторијама, уместо истраживања које су радили приватни и индивидуални научници у Великој Британији и Француској. Заправо, Риег тврди да је немачки систем одговоран за развој модерног истраживачког универзитета, јер се фокусирао на идеју „слободе научног истраживања, наставе и студирања“.

## Занимање
На основу српског Републичког завода за статистику, занимање математичар (шифра 2120) је сврстано у категорије:
- (2) стручњаци и уметници,
- (21) Стручњаци основних и примењених наука и
- (212) Математичари, актуари и статистичари.

Поред опште категорије математичар постоје и следећа занимања:
- Математичар у области чисте/примењене математике
- Статистичар математичар
- Наставник математике
- Стручни сарадник у математици

На основу истраживања објављеног на порталу Завода за запошљавање Републике Српске, математичар је било једно од десет најбољих занимања у 2012. години.

## Награде и такмичења
Не постоји Нобелова награда за област математике, мада је било случајева када су математичари добијали награде из других области, нпр. економије.
Заслужним математичарима се додељују следеће награде:
- Абелова награда (по Нилсу Абелу),
- Чернова медаља (по Шинг-Шен Черну),
- Филдсова медаља[15] (по Џон Филдсу),
- Гаусова награда (по Карлу Гаусу)

и друге.
Из области математике, се организују бројна такмичења на различитим школским нивоима:
- Међународна математичка олимпијада, најважније и најугледније такмичење из математике ученика средњих школа
- Балканска математичка олимпијада, годишње такмичење у математици ученика средњих школа из земаља чланица такмичења

и друга.

## Математичке аутобиографије
Неколико познатих математичара написало је аутобиографије делимично да би објаснили широј публици шта је то у математици због чега су желели да посвете своје животе њеном проучавању. Они пружају неке од најбољих увида у то шта значи бити математичар. Следећа листа садржи нека дела која нису аутобиографије, већ есеји о математици и математичарима са јаким аутобиографским елементима.
- Књига мог живота – Ђироламо Кардано[16]
- Извињење математичара - Г.Х. Харди[17]
- Математичаров зборник (поновно објављен као Литлевудов зборник) - Џ. Е. Литлевуд[18]
- Ја сам математичар - Норберт Винер[19]
- Желим да будем математичар - Пол Р. Халмос
- Авантуре једног математичара - Станислав Улам[20]
- Енигме случаја - Марк Кац[21]
- Рандомне криве - Нил Коблиц
- Љубав и математика - Едвард Френкел
- Математика без извињења - Мајкл Харис[22]

## Значајни математичари
- Исак Њутн, 1642 – 1727
- Леонард Ојлер, 1707 – 1783
- Жозеф Луј Лагранж, 1736 – 1813
- Карл Фридрих Гаус, 1777 – 1855
- Бернхард Риман, 1826 – 1866
- Анри Поенкаре, 1854 – 1912
- Давид Хилберт, 1862 – 1943
- Сриниваса Рамануџан, 1887 - 1920